# Humbauville
Humbauville ist eine französische Gemeinde im Département Marne in der Region Grand Est. Sie hat eine Fläche von 16,93 km² und 75 Einwohner (2022).

## Geografie
Die Gemeinde Humbauville liegt in der Champagne sèche, 15 Kilometer südwestlich von Vitry-le-François am Oberlauf des Puits. Die waldreiche Westhälfte des Gemeindegebietes ist Teil des Truppenübungsplatzes Camp de Mailly.

## Bevölkerungsentwicklung
| Jahr                       | 1962 | 1968 | 1975 | 1982 | 1990 | 1999 | 2006 | 2011 | 2018 |
| -------------------------- | ---- | ---- | ---- | ---- | ---- | ---- | ---- | ---- | ---- |
| Einwohner                  | 81   | 77   | 71   | 94   | 87   | 75   | 70   | 79   | 78   |
| Quellen: Cassini und INSEE |      |      |      |      |      |      |      |      |      |

## Sehenswürdigkeiten
- Kirche Nativité-de-la-Sainte-Vierge (Monument historique), erbaut ab dem 12. Jahrhundert